# Freddie Hubbard
Frederick Dewayne Hubbard (Indianápolis, Indiana, 7 de abril de 1938 - Los Angeles, 29 de Dezembro de 2008) foi um trompetista de jazz estadunidense.
Na juventude, Hubbard associou-se a vários músicos em Indianápolis, dentre eles Wes Montgomery e seus irmãos. Chet Baker foi uma de suas primeiras influências, embora Hubbard tenha logo se alinhado à abordagem de Clifford Brown (e, claramente, Fats Navarro e Dizzy Gillespie).
Hubbard ingressou mais seriamente no jazz após mudar-se para Nova Iorque em 1958. Ali, trabalhou com Sonny Rollins, Slide Hampton, J. J. Johnson, Bill Evans, Philly Joe Jones, Oliver Nelson e Quincy Jones, além de outros.
Em 1972 recebeu um Grammy para o melhor disco de jazz.
Durante a sua carreira, de quase 50 anos, Hubbard recebeu o Prémio dos Mestres do Jazz da Instituição Nacional das Artes, em 2006, e tocou com com figuras lendárias como John Coltrane, Ornette Coleman, McCoy Tyner, Art Blakey e Herbie Hancock.
Morreu num hospital de Sherman Oaks, no noroeste de Los Angeles, um mês depois de ter sofrido um ataque cardíaco.

## Discografia (seleção)
Como Leader
- 1960 - Open Sesame (Blue Note)
- 1961 - Goin’ Up (Blue Note)
- 1961 - Hub Cap (Blue Note)
- 1961 - Minor Mishap (Black Lion)
- 1962 - Hub-Tones (Blue Note) (com James Spaulding)
- 1962 - The Artistry of Freddie Hubbard (Impulse)
- 1963 - The Body And The Soul (Impulse)
- 1964 - Breaking Point (Blue Note)
- 1965 - The Night Of The Cookers (Blue Note)
- 1966 - Backlash (Atlantic)
- 1970 - Red Clay (CTI) (com Herbie Hancock, Joe Henderson)
- 1970 - Straight Life (CTI)
- 1971 - First Light (CTI) (com Ron Carter, George Benson, Airto Moreira, Jack DeJohnette, Hubert Laws)
- 1971 - Sing Me a Song of Songmy (Rhino/Wea UK)
- 1972 - Sky Dive (CTI)
- 1973 - In Concert; Keep Your Soul Together (CTI)
- 1978 - Super Blue (Columbia)
- 1981 - Outpost (enja)
- 1981 - Keystone Bop: Sunday Night / Friday And Saturday (Prestige)
- 1982 - Ride Like The Wind
- 1985 - The Freddie Hubbard / Woody Shaw Sessions (Blue Note)
- 1988 - Feel The Wind (Timeless)
- 1989 - Topsy (Enja)
- 1990 - Bolivia/Limelight (Limelight)
- 1991 - Live In Warzaw 1991 (Jazzmen)
- 1991 - Live At Fat Tuesdays (Limelight)
- 2001 - New Colors (Hip Bop)
- 2008 - On the Real Side (Times Square)

Como Sideman
- Ornette Coleman Free Jazz 1960
- Tina Brooks True Blue 1960
- Dexter Gordon Doin Alright 1961
- Art Blakey: Mosaic 1961
- Eric Dolphy Outward bound 1960
- Eric Dolphy Out to lunch 1964
- Herbie Hancock Takin off, Bluenote 1962 (álbum debut de Hancock)
- Herbie Hancock Empyrean Isles 1964
- Herbie Hancock Maiden Voyage 1965
- Bobby Hutcherson: Dialogue 1965
- John Coltrane Africa/Brass 1961, Ascension 1965
- Oliver Nelson Blues and the abstract truth 1961
- com Wayne Shorter, Herbie Hancock, Tony Williams, Ron Carter V.S.O.P, 1977